# Karl Knies
Karl Gustav Adolf Knies (ur. 29 marca 1821 w Marburgu, zm. 3 sierpnia 1898 w Heidelbergu) – niemiecki ekonomista, przedstawiciel niemieckiej szkoły historycznej.
Profesor uniwersytetów we Fryburgu Bryzgowijskim i Heidelbergu. Całkowicie negował istnienie praw ekonomicznych, a nawet prawidłowości statystycznych w rozwoju gospodarczym, o których pisał Bruno Hildebrand. Zadanie ekonomii sprowadził do rejestrowania historii gospodarczej.

## Wybrane dzieła
- Ekonomia polityczna z punktu widzenia metody historycznej (1853)